# 코즈키 와타루
코즈키 와타루(일본어: 湖月 わたる こづき わたる[*], 1971년 6월 28일 - )는 일본의 배우이다. 전 다카라즈카 가극단 호시구미 톱스타이다.
사이타마현 출신이다. 우메다 예술극장 소속이다. 방송대학 교육학부 교휵학과 심리와 교육 코스를 졸업하였다 (2012년). 
본명은 미사와 요코 (三澤 陽子), 키는 174cm, 혈액형 B형이다. 애칭은 "와타루상". "와타루군", "와타상"이다. 일본무용 하나야기류의 나토리로, 나토리나는 하나야기 코즈키(花柳湖月)이다.

## 약력
3남매의 막내로 태어났다. 가족은 부모님과 오빠 2명이 있다. 어려서부터 리토믹 등을 배우고 있었다. 초등학생 때, 『자바의 무희(ジャワの踊り子)』로 다카라즈카 가극단을 알게 되었고, "큰 키를 살릴 수 있다"라고 생각하고 입시를 하였다.
1987년, 다카라즈카 음악학교에 입학, 졸업 후인 1989년, 다카라즈카 가극단에 입단하였다. 입단 당시 성적은 6등이었다. 호시구미 공연 『하루노오도리(春の踊り)／디가디가두(ディガディガドゥ)』로 초무대를 했다. 75기생으로, 동기로는 이오리 나오카, 요시즈키 에리, 미호 케이코, AYAKO (타카라기 아야), 쿠죠 아키라 등이 있다. 이듬해인 1990년에 호시구미에 배속되었다.
장신을 살린 역동적인 춤과, 남역의 효자 외모로, 스타 후보생으로 꼽혀 일찌감치 주목받았다. 또한 당시에는 호시구미 남역층이 두터워 많은 상급생들에게 지도를 받은 것도 후대의 다카라즈카 생활에 좋은 영향을 미쳤다.
1992년, 뉴욕 특별 공연 멤버에 선발되었다.
1994년, 『젊은 날의 노래는 잊는다(若き日の唄は忘れじ)』의 분시로 역으로 신인공연 첫 주연. 같은 해는 자신의 2번째 해외 공연인 런던 공연에도 출연하였다.
1997년, 『새벽의 천사들(夜明けの天使たち)』로 일본청년관 공연 첫 주연을 맡았다. 직후에는 3번째 해외공연인 홍콩 공연에도 출연하였다. 그대로 소라구미의 창단 멤버로 선발되어 산반테로서 조 이동하였다.
2000년, 시즈키 아사토 퇴단에 이어, 소라구미 니반테로 승격했지만, 직후에 "신전과"로 이동하게 되었다. 같은 해 12월, 시어터 드라마시티 공연 『월야가성(月夜歌聲)』의 주연을 맡았다. 아사미 히카루 (전 유키구미 톱스타)와의 공동 출연이다.
2002년, 일생극장에서 열린 특별공연 『바람과 함께 사라지다(風と共に去りぬ)』에 애슐리 역으로 출연하였다. 이 시점에서 신전과로서는 유일한 5조 전부 출연을 달성한다. 같은 해 6 - 7월에는 첫 외부 주연인 『포츈쿠키(フォーチュンクッキー)』에 출연하였다. 남역의 이미지를 뒤집는 등신대의 여자 아이를 연기했다.
2003년, 전국 투어 『나비・사랑(디에・리엔) (蝶・恋（ディエ・リエン）)／서던 크로스 레뷰 3(サザンクロス・レビュー3)』에서 호시구미 톱스타에 취임하였다. 상대역으로는 전과에서 단 레이를 맞이했다. 대극장 오히로메 공연 『왕가에 바치는 노래(王家に捧ぐ歌)』는 예술제 연극부문 우수상을 수상했다.
2004년, 전년에 톱스타에 취임한 것으로부터, 이루마시로부터 「건강한 이루마・생생 공로상(元気な入間・生き生き功労賞)」을 수상하였다 (제4호).
2005년, 단 레이의 퇴단에 의해, 상대역으로 유키구미의 시라하네 유리를 맞이했다. 전국투어 『베르사이유의 장미(ベルサイユのばら)／소울 오브 시바!!(ソウル・オブ・シバ!!)』로 신 톱콤비 프리 오히로메 공연이 되었다. 『베르사이유의 장미(ベルサイユのばら)／소울 오브 시바!!(ソウル・オブ・シバ!!)』는 극단 사상 처음으로 내한공연으로 한 공연이다. 자신에게는 4번째, 톱스타로서는 첫 해외 공연이었다.
2006년, 『베르사이유의 장미-페르젠과 마리 앙투아네트 편-(ベルサイユのばら−フェルゼンとマリー・アントワネット編−)』으로 페르젠 역으로 주연을 맡았다. 또, 특별 출연에 의해 유키구미 공연 (오스칼편)에도 출연하였다. 같은 해 11월 12일의 『사랑하기에는 너무 짧다(愛するには短すぎる)』『네오 댄디즘(ネオ・ダンディズム)』 도쿄 공연 천추락을 기해 퇴단하였다.
2007년 5월, 퇴단 후 첫 작품 『DAMN YANKEES  기진맥진! 양키스(くたばれ！ヤンキース)』에서는 귀엽고 사랑스러운 여성을 연기하며 새로운 경지를 열었다. 퇴단 시에 선언했던 학업도 계속해, 고졸 인정을 취득하였고, 방송대학에서 심리학과 교육학을 중심으로 전공하고 졸업했다. 『캐러미티 제인(カラミティ・ジェーン)』 『사랑과 청춘의 다카라즈카(愛と青春の宝塚)』 『비단 양말(絹の靴下)』 등 수만은 화제작에 출연하였다. 댄스 분야에서도 NY 댄스 컴퍼니 THE MOVENT 첫 일본 방문 공연에 홍일점으로 참여하였고, 라스타 토마스 쿠스타보 자크 초청 공연 『BAD GIRLS meet BAD BOYS』 시리즈에서는 NY 아르헨티나 탱고 댄서들과 함께 공연하며 활약의 장을 넓히고 있다. 2012년, 『DANCIN' CRAZY 2』에서 베르마를 연기할 때부터 댄스, 노래, 영어 개인 레슨을 거듭했고, 2014년 『시카고(シカゴ)』 다카라즈카 가극 OG 버전 폐막 후에도 영어 발음 교정을 배워, 2015년 코즈키가 보낸 영어 대사 비디오가 뉴욕 브로드웨이의 『시카고(シカゴ)』 프로듀서와 크리에이티브 팀에게 인정받아, 2015년 12월, 미국 컴퍼니 일본 방문 공연 『시카고(シカゴ)』 전편 영어 상연 (일본어 자막 있음)에 한정 출연도 결정되었다.

## 가극단 재단 시절 주연 작품

### 신인공연
- 『젊은 날의 노래는 잊는다(若き日の唄は忘れじ)』 (1994년. 본역 : 시온 유우)
- 『카사노바 꿈의 뿔(カサノヴァ・夢のかたみ)』 (1994년. 본역 : 시온 유우)
- 『국경 없는 지도(国境のない地図)』 (1995년, 본역 : 아사지 사키)
- 『검과 사랑과 무지개와(剣と恋と虹と)』(1996년, 본역 : 아사지 사키)

### 바우홀/청년관 공연
- 『새벽의 천사들(夜明けの天使たち)』 (호시구미/1997년)
- 『TEMPEST』 (소라구미/1999년)

### 시어터 드라마시티 공연
- 『월야가성(月夜歌聲)』 (전과/2000년)
- 『영원의 기도 -혁명으로 사라진 루이 17세-(永遠の祈り－革命に消えたルイ17世－)』 (호시구미/2003년)